# Vahan Papazian
Vahan Papazian (arménien : Վահան Փափազյան, né en 1876 à Tabriz et mort en 1973 à Beyrouth), aussi connu sous le pseudonyme Goms (Կոմս), est un homme politique arménien.

## Biographie
Vahan Papazian naît à Tabriz en 1876 de parents arméniens originaires de Van.
Il devient l'un des dirigeants de la communauté arménienne de la région de Van en 1903 puis est élu à la Chambre des députés du Parlement ottoman en 1908 en tant que député du vilayet de Van jusqu'en 1915.
Il parvient à échapper au génocide arménien via le Caucase.
Entre 1942 et 1945, il est membre du Conseil National arménien, établi à Berlin avec le soutien d'Alfred Rosenberg.
Il s'installe à Beyrouth en 1947. Lors des élections législatives de 1951, il est investi par la Fédération révolutionnaire arménienne comme candidat pour le siège des Arméniens orthodoxes de la circonscription de Metn au sein d'une liste constitutionnelle pro-gouvernementale. Il obtient 10 186 voix (sur 22 904 votes) et perd contre Dikran Tosbah.
Il meurt à Beyrouth en 1973.